# سائو ژوزه دوس کامپوس

موقعیت جغرافیایی در ایالت سائوپولو و برزیل

سائو ژوزه دوس کامپس (به پرتغالی: São José dos Campos) یکی از شهرهای بزرگ  سائوپائولوی برزیل است.
این شهر از مهم‌ترین شهرهای صنعتی و تحقیقاتی آمریکای لاتین به‌شمار می‌آید. این شهر در دره پاراییب و در میان دو منطقه فعال تولیدکننده و مصرف‌کننده ریو دوژانیرو (۳۲۰ کیلومتراز شهر) و سائوپائولو (۸۰ کیلومتر از شهر) قرار دارد. طبق مطالعات ۱۹۹۹ سازمان ملل این شهر جزو ۲۵ شهر برتر برزیل از نظر کیفیت زندگی بود.
این شهر با درآمد سرانه بالا به ازای هر نفر٬امید به زندگی شهر امن و مطمئنی است که طیف گسترده‌ای از خدمات را به شهروندان خود ارائه می‌دهد.